# 樟溪乡 (松阳县)
樟溪乡，是中华人民共和国浙江省丽水市松阳县下辖的一个乡镇级行政单位。

## 行政区划
樟溪乡下辖以下地区：
富兴村、力溪村、馒头山村、东市村、岗头儿村、谷山垄村、樟村、福村、兰家村、大徐村、陆家村、肖周村、上徐山村、溪下村、兴村村、包村、下马坑村、高岸村、西源村、杨岭脚村、球坑村和黄田村。